# Dustin Poirier
Dustin Glenn Poirier (Lafayette, Luisiana; 19 de enero de 1989) es un ex artista marcial mixto estadounidense que compitió en las categorías de peso pluma y peso ligero de la Ultimate Fighting Championship (UFC), donde fue campeón del Campeonato Interino de Peso Ligero de UFC. Se retiró oficialmente el 19 de julio de 2025 en el evento UFC 318: Holloway vs. Poirier 3.

## Primeros años
Dustin Glenn Poirier nació el 19 de enero de 1989 en Lafayette, Luisiana y es de ascendencia francesa. Asistió a Northside High School por un corto tiempo, ya que abandonó sus estudios en noveno grado debido a meterse repetidamente en problemas y peleas callejeras. Dustin luchó en Northside High School en Lafayette. Luego se mudó al Sur de Florida con su esposa, por motivos de entrenamiento.

## Carrera de artes marciales mixtas
Poirier se convirtió en profesional en 2009, acumulando un récord de 8-1, antes de debutar en UFC.

### World Extreme Cagefighting
Poirier se enfrentó a Danny Castillo el 18 de agosto de 2010 en WEC 50. Poirier perdió la pelea por decisión unánime.
Poirier se enfrentó a Zach Micklewright el 11 de noviembre de 2010 en WEC 52. Poirier ganó la pelea por nocaut técnico en la primera ronda.

### Ultimate Fighting Championship

#### 2010
En octubre de 2010, World Extreme Cagefighting se fusionó con Ultimate Fighting Championship. Como parte de la fusión, todos los peleadores de WEC fueron transferidos a UFC.
Luego de la fusión UFC/WEC, el Campeón de Peso Pluma de UFC José Aldo estaba programado para hacer su primera defensa titular contra el contendiente de #1 Josh Grispi el 1 de enero de 2011, en UFC 125. Aldo se retiró de la pelea por una lesión de espalda el 23 de noviembre de 2010. Poirier enfrentó a Grispi en corto aviso. Poirier ganó la pelea por decisión unánime.

#### 2011
Poirier estaba programado para enfrentar a Rani Yahya el 11 de junio de 2011, en UFC 131. Sin embargo, Yahya fue forzado a retirarse de la pelea por una lesión, y fue reemplazado por el debutante, Jason Young. Poirier ganó la pelea por decisión unánime.
Poirier enfrentó a Pablo Garza el 12 de noviembre de 2011, en UFC on Fox 1. Poirier ganó la pelea por sumisión (D'arce choke) en el segundo asalto.

#### 2012
Poirier estaba programado para enfrentar a Erik Koch el 4 de febrero de 2012, en UFC 143. Sin embargo, Koch se retiró de la pelea por una lesión, y fue reemplazado por Ricardo Lamas. Dos semanas después, Lamas tuvo que retirarse de la pelea por una lesión. Una semana después, Max Holloway entró como reemplazado en corto aviso para enfrentar a Poirier. Poirier derrotó a Holloway en el primer asalto, con triangle-armbar desde la montada. Esta victoria lo hizo merecedor del premio de Sumisión de la Noche.
Poirier enfrentó a Chan Sung Jung el 15 de mayo de 2012, en el evento estelar de UFC on Fuel TV: Korean Zombie vs. Poirier. Poirier perdió la pelea por sumisión en el cuarto asalto. Esta pelea lo hizo merecedor del premio de Pelea de la Noche. La pelea fue elegida como la Pelea del Año por varios medios.
Poirier enfrentó a Jonathan Brookins el 15 de diciembre de 2012, at The Ultimate Fighter 16 Finale. Ganó la pelea por sumisión (D'arce Choke) en el primer asalto.

#### 2013
Poirier reemplazó a Dennis Siver, enfrentando a Cub Swanson en la coestelar el 16 de febrero de 2013, en UFC on Fuel TV: Barão vs. McDonald. Poirier perdió la pelea por decisión unánime.
Poirier enrentó a Erik Koch el 31 de agosto de 2013, en UFC 164. Poirier ganó la pelea por decisión unánime.
Poirier enfrentó a Diego Brandão el 28 de diciembre de 2013, en UFC 168. Ganó la pelea por KO en el primer asalto.

#### 2014
Poirier enfrentó a Akira Corassani el 16 de abril de 2014, en The Ultimate Fighter Nations Finale. Ganó la pelea por TKO en el segundo asalto. Esta victoria lo hizo merecerdo de su segundo premio de Pelea de la Noche.
Poirier enfrentó a Conor McGregor el 27 de septiembre de 2014, en UFC 178. Perdió la pelea por TKO en el primer asalto. Esto marcó la primera vez que Poirier fue noqueado.
Luego de la derrota, Poirier subió a peso ligero. Poirier expresó que era porque los cortes de peso lo estaban distrayendo de los entrenamientos. También declaró que nunca volvería a peso pluma o subir a peso wélter. "Esta es la división (peso ligero) en la que ganaré el cinturón" expresó Poirier en una entrevista.

#### 2015
Poirier enfrentó a Carlos Diego Ferreira en una pelea de peso ligero el 4 de abril de 2015, en UFC Fight Night 63. Ganó la pelea por KO en el primer asalto. Esta victoria lo hizo merecedor de su primer premio de Actuación de la Noche.
Poirier enfrentó a Yancy Medeiros el 6 de junio de 2015, en UFC Fight Night 68. Ganó la pelea por TKO en el primer asalto. Esta victoria lo hizo merecedor de su segundo premio de Actuación de la Noche.

#### 2016
Poirier estaba programado para enfrentar a Joseph Duffy el 24 de octubre de 2015, en UFC Fight Night 76. Sin embargo, Duffy se retiró de la pelea el 21 de octubre de, tres días antes del evento, luego de tener una conmoción cerebral durante un sparring. La pelea fue reprogramada para llevarse a cabo el 2 de enero de 2016, en UFC 195. Poirier ganó la pelea por decisión unánime. Luego de la pelea, Poirier fue hospitalizado for una nariz rota. Tuvo reposo de seis semanas debido a la lesión.
Poirier enfrentó a Bobby Green el 4 de junio de 2016, en UFC 199. Ganó la pelea por KO en el primer asalto.
Poirier enfrentó a Michael Johnson en su segundo evento central el 17 de septiembre de 2016, en UFC Fight Night 94. Poirier perdió la pelea por KO en el primer asalto.

#### 2017
Poirier enfrentó a Jim Miller el 11 de febrero de 2017, en UFC 208. Poirier ganó la pelea por decisión mayoritaria. Esta victoria lo hizo merecedor de su tercer premio de Pelea de la Noche.
Poirier enfrentó a Eddie Alvarez el 13 de mayo de 2017, en UFC 211. La pelea terminó en sin resultado luego de que Alvarez conectara dos rodillazos a la cabeza de Poirier mientras este estaba en el suelo.
Poirier enfrentó a Anthony Pettis el 11 de noviembre de 2017, en UFC Fight Night 120. Ganó la pelea por sumisión en el tercer asalto. Esta lo hizo merecedor del premio de Pelea de la Noche.

#### 2018
Luego de la pelea contra Pettis, Poirier firmó un nuevo contrato con UFC a pesar de tener tres peleas todavía en su contrato anterior. Poirier enfrentó a Justin Gaethje el 14 de abril de 2018, en UFC on Fox 29. Ganó la pelea por TKO en el cuarto asalto. Esta pelea lo hizo merecedor del premio de Pelea de la Noche.
Poirier enfrentó a Eddie Alvarez en una revancha el 28 de julio de 2018, en el evento central de UFC on Fox 30. Ganó la pelea por TKO en el segundo asalto. Esta pelea lo hizo merecedor del premio de Actuación de la Noche.
El 3 de agosto de 2018, se anunció que Poirier había acordado enfrentar a Nate Diaz el 3 de noviembre de 2018, en el Madison Square Garden. La pelea estaba programada para llevarse a cabo como la coestelar de UFC 230. Sin embargo, el 10 de octubre de 2018, se anunció que Poirier se había retirado de la pelea por una lesión de cadera y la pelea fue cancelada.

#### 2019: Campeonato Interino de Peso Ligero de UFC
Poirier enfrentó al Campeón de Peso Pluma de UFC Max Holloway por el Campeonato Interino de Peso Ligero de UFC el 13 de abril de 2019, en UFC 236. Ganó la pelea y el título por decisión unánime, acabando a su vez con la racha de victorias de trece peleas de Holloway. Esta pelea lo hizom merecedor del premio de Pelea de la Noche, siendo su cuarto bono consecutivo.
Poirier enfrentó al Campeón Mundial de Peso Ligero de UFC Khabib Nurmagomedov el 7 de septiembre de 2019, en una pelea de unificación en UFC 242. Perdió la pelea por sumisión en el tercer asalto.

#### 2020
Poirier enfrentó a Dan Hooker el 27 de junio de 2020, en UFC on ESPN: Poirier vs. Hooker. Ganó la pelea por decisión unánime. Esta pelea lo hizo merecedor de su séptimo premio de Pelea de la Noche. La pelea fue ampliamente considerada como una de las mejores peleas del año y fue candidata a múltiples premios.

#### 2021
Como la primera pelea de su nuevo contrato, Poirier enfrentó a Conor McGregor en una revancha de su pelea de 2014, el 24 de enero de 2021, en UFC 257. Ganó la peela por TKO en el segundo asalto, convirtiéndose en la primera persona en noquear a McGregor en MMA. Esta victoria lo hizo merecedor del premio de Actuación de la Noche.
Poirier enfrentó a McGregor en una trilogía el 10 de julio de 2021, en UFC 264. Poirier ganó la pelea por TKO en el primer asalto, luego de que el médico parara la pelea debido a que McGregor sufriera una rotura de tibia que lo dejó incapaz de continuar.
Poirier enfrentó a Charles Oliveira por el Campeonato de Peso Ligero de UFC el 11 de diciembre de 2021, en UFC 269. Perdió la pelea por sumisión en el tercer asalto.

#### 2022
Poirier enfrentó a Michael Chandler el 12 de noviembre de 2022, en UFC 281. Ganó la pelea por sumisión en el tercer asalto. Esta pelea lo hizo merecedor del premio de Pelea de la Noche.

#### 2023
Poirier enfrentó a Justin Gaethje en una revancha de su pelea de 2018, por el Campeonato BMF el 29 de julio de 2023, en UFC 291. Perdió la pelea por KO en el segundo asalto.

#### 2024
Poirier enfrentó a Benoît Saint Denis en una coestelar a 5 asaltos el 9 de marzo de 2024, en UFC 299. Ganó la pelea por KO en el segundo asalto. Esta pelea lo hizo merecedor de su noveno premio de Pelea de la Noche.
Poirier enfrentó a Islam Makhachev por el Campeonato Mundial de Peso Ligero de UFC el 1 de junio de 2024, en UFC 302. Perdió la pelea por sumisión en el quinto asalto. Esta pelea lo hizo merecedor de su décimo premio de Pelea de la Noche

#### 2025
En su combate de retiro, Poirier se enfrentó al excampeón de peso pluma de la UFC, Max Holloway, en una trilogía por el simbólico cinturón "BMF" de la UFC el 19 de julio de 2025, en el UFC 318 en su estado natal, Luisiana. Perdió la pelea por decisión unánime y se retiró de las artes marciales mixtas después del combate, concluyendo con ello 17 años de profesionalismo.

## Entrenamiento
Poirier solía entrenar en Gladiators Academy con el luchador retirado de MMA Tim Credeur .  Después de su derrota ante Chan Sung Jung , Poirier se mudó al American Top Team . Su entrenador es Phil Daru y José Rojas.

## Vida personal
Poirier pasa la mayoría de su tiempo en Lafayette con su esposa y su hija, Poirier entrena en el American Top Team en South Florida, donde hace base antes de sus peleas. La pareja tuvo su primer hijo en 2016.
Poirier tuvo su primer tatuaje a los 14 años. Actualmente, su pecho y sus brazos están cubiertos por tatuajes, incluyendo un tatuaje en su pecho que dice 武士道 (bushidō), que significa "el camino del guerrero" en japonés.

## Estilo de pelea
Poirier tiene un cinturón negro en Jiu-jitsu brasileño bajo la dirección de Tim Credeur, pero principalmente acaba con sus oponentes a través de su habilidad en las artes de golpe desde los primeros días de su carrera en UFC. Sus habilidades en el boxeo son elogiadas y las ha demostrado en importantes victorias sobre strikers de élite como Justin Gaethje, Eddie Alvarez, Dan Hooker, Max Holloway y Conor McGregor. Se destaca por su estilo de golpe cambiante y el uso extensivo del giro del hombro.

## Caridad

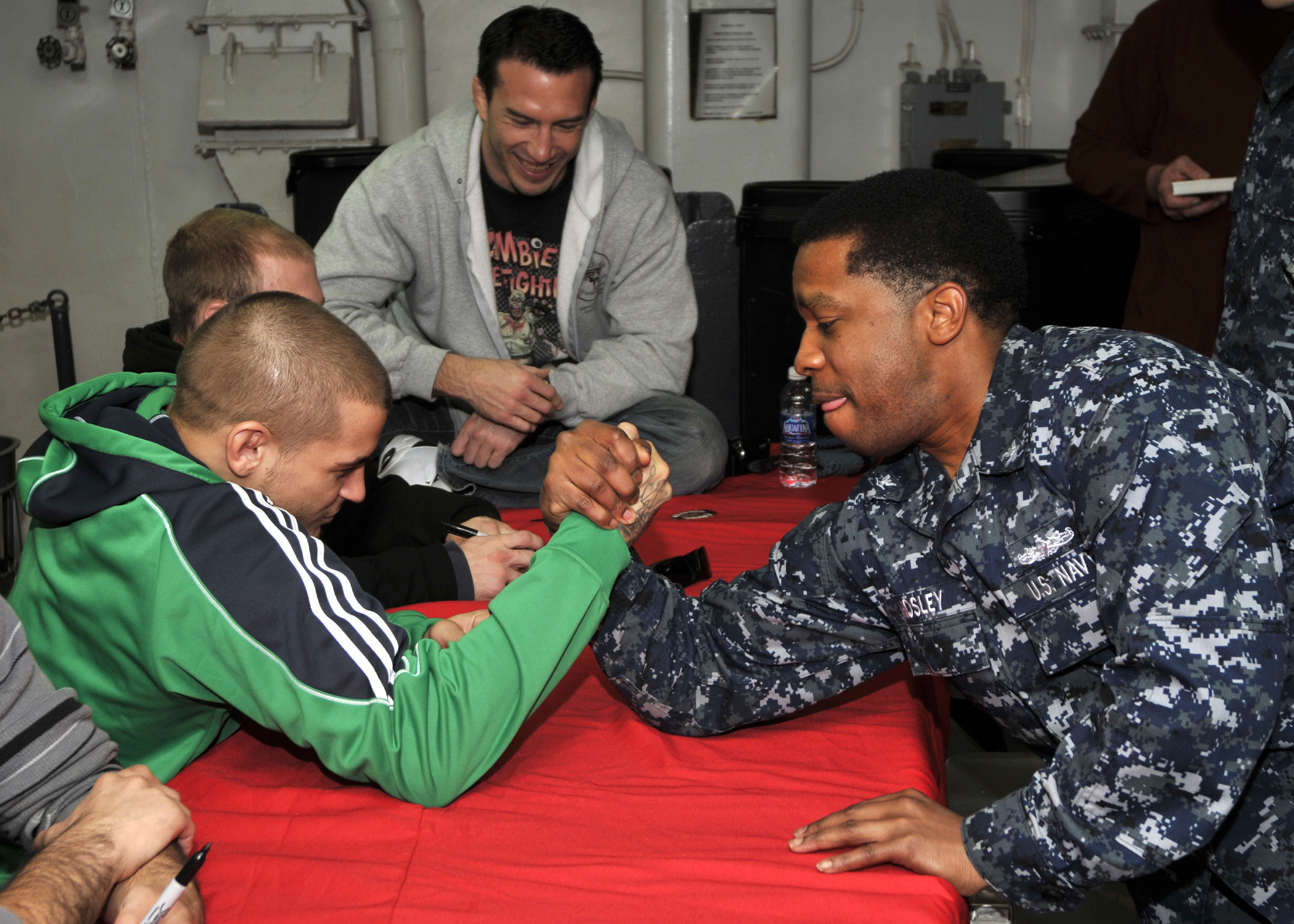
El suboficial de 3ª clase Christopher Mosley lucha en un juego de vencidas con Poirier a bordo del USS George Washington.

Poirier subastó su kit de UFC 211 en eBay para recaudar dinero para Second Harvest Food Bank . El mejor postor pagó 5.100 dólares por la camisa, los guantes, la gorra, las vendas y los pantalones cortos de Poirier.  En abril de 2018, Poirier y su esposa fundaron la Fundación Good Fight. Poirier también procedió a subastar sus kits de pelea UFC Fight Night 120 y UFC on Fox 29 . El dinero recaudado se destinó a la familia de un oficial de policía fallecido de Lafayette y al Acadiana Outreach Center, respectivamente.   Poirier también subastó su equipo de pelea de UFC on FOX y usó el dinero recaudado para comprar 500 mochilas para niños escolares en su ciudad natal de Lafayette. 
Después de su pelea con Nurmagomedov en UFC 242 , los dos intercambiaron camisetas después de la pelea. En su entrevista posterior a la pelea, Nurmagomedov dijo que vendería la camiseta que le dio Poirier y donaría las ganancias a la organización benéfica de Poirier.  Asimismo, Poirier anunció que subastaría su equipo de lucha UFC 242 para recaudar fondos para la fundación.    Después del evento, Poirier subastó su equipo de lucha con la camiseta de Nurmagomedov por 60.200 dólares.  Simultáneamente, Nurmagomedov vendió la camiseta de Poirier por 100.000 dólares, que fue igualada por Dana White para un total combinado de una donación de 200.000 dólares a la fundación de Poirier. Según Poirier, su fundación está trabajando con Fight for the Forgotten de Justin Wren para ayudar a proporcionar agua potable al pueblo Echuya Batwa en Uganda .
Poirier se enfrentaría a Garry Tonon en una lucha de lucha en el evento SubStars el 21 de febrero de 2020, en la que se suponía que Poirier donaría sus entradas y ventas de PPV y parte de su bolso a su fundación.  Sin embargo, Tonon sufrió una lesión una semana antes del combate y el combate fue cancelado. 
Durante la pandemia de COVID-19 , la fundación de Poirier donó 1.000 comidas a los empleados de tres hospitales importantes en su área natal de Lafayette .
El 26 de junio de 2020, Poirier recibió el premio de la comunidad Forrest Griffin de UFC por su labor benéfica. 
En reconocimiento a las contribuciones caritativas de Poirier, el alcalde y presidente de Lafayette, Josh Guillory, declaró el 15 de marzo de 2021 el Día de Dustin Poirier en Lafayette, Luisiana, y le otorgó a Poirier una llave de la ciudad.
Mientras todavía estaba en el octágono inmediatamente después de su derrota ante Charles Oliveira, Poirier donó veinte mil dólares (20.000 dólares) a una organización benéfica elegida por Oliveira en su Brasil natal, y el dinero finalmente se destinó al Instituto Charles Oliveira, que enseña artes marciales de forma gratuita. a niños en Guarujá, Brasil. 
Después de UFC 257 , estaba previsto que McGregor donara 500.000 dólares a la Good Fight Foundation, como había prometido antes de la pelea programada.  En abril de 2021, Dustin Poirier declaró que la donación no se había realizado. La disputa ha sido motivo de polémica en los medios deportivos.
En julio de 2023, Poirier pasó un día con un chico de 17 años y paciente con cáncer mientras entrenaba para UFC 291 como parte de la Fundación Make-A-Wish .

## Filmografía

### Cine
| Año  | Título            | Rol            | Notas        |
| ---- | ----------------- | -------------- | ------------ |
| 2011 | Fightville        | Él mismo       | Protagonista |
| 2011 | Never Back Down 2 | Peleador Jaula | Extra        |

### Videojuegos
| Año  | Título          | Rol      | Notas             |
| ---- | --------------- | -------- | ----------------- |
| 2016 | EA Sports UFC 2 | Él mismo | Personaje jugable |
| 2018 | EA Sports UFC 3 | Él mismo | Personaje jugable |
| 2020 | EA Sports UFC 4 | Él mismo | Personaje jugable |
| 2023 | EA Sports UFC 5 | Él mismo | Personaje jugable |

## Empresas de negocio

### Poirier's Louisiana Style Hot Sauce
El 8 de diciembre de 2020, Poirier anunció en Twitter  el lanzamiento de su nueva marca de salsa picante cajún 'Poirier's Louisiana Style' en colaboración con una empresa canadiense, Heartbeat Hot Sauce Co.  En julio de 2021, un especial 'Heatonist También se lanzó la edición KO. 

### Rare Stash
El 5 de enero de 2022, Poirier anunció a través de Twitter  el lanzamiento de su bourbon 'Rare Stash'.

## Campeonatos y logros
- Ultimate Fighting Championship
  - Campeonato Interino de Peso Ligero de UFC (Una vez)
  - Pelea de la Noche (Diez veces) vs. Jung Chan-Sung, Akira Corassani, Jim Miller, Anthony Pettis, Justin Gaethje, Max Holloway, Dan Hooker, Michael Chandler,  Benoît Saint Denis y Islam Makhachev[133][134][135][136][137][138][139][93][98][101]
    - Empatado (con Edson Barboza) por la mayor cantidad de bonos de Pelea de la Noche en la historia de UFC (10)[140]
    - Premios de la Primera Mitad del 2012: Mejor Pelea del primer Semestre vs. Jung Chan-Sung[141]

  - Sumisión de la Noche (Una vez)  vs. Max Holloway[142]
  - Actuación de la Noche (Cuatro veces)  vs. Carlos Diego Ferreira, Yancy Medeiros, Eddie Alvarez y Conor McGregor[143][144][145][146]
    - Empatado (con Anderson Silva) por la sexta mayor cantidad de bonus post-pelea en la historia de UFC (14)[147]

  - Empatado (con Drew Dober) por la mayor cantidad de nocauts en la historia de la división de peso ligero de UFC (9)[147]
    - Empatado (con Anthony Johnson, Thiago Santos, Anderson Silva y Max Holloway) por la cuarta mayor cantidad de nocauts en la historia moderna de UFC (11)

  - Empatado (Charles Oliveira, Neil Magny, Demian Maia y Max Holloway) por la cuarta mayor cantidad de victorias en la historia de UFC (22)[148]
  - Empatado (con Matt Brown y Derrick Lewis) por la cuarta mayor cantidad de finalizaciones en la historia de UFC (15)[147]
    - Empatado (con Donald Cerrone, Drew Dober y Tony Ferguson) por la cuarta mayor cantidad de finalizaciones en la historia de la división de peso ligero de UFC (10)

  - Empatado (con Edson Barboza) por la cuarta mayor cantidad de knockdowns conectados en la historia de la división de peso ligero de UFC (10)
  - Séptimo por la mayor cantidad de golpes significativos conectados en la historia de la división de peso ligero de UFC (1194)
  - Sexto por la mayor cantidad de golpes totales conectados en la historia de la división de peso ligero de UFC (1418)
  - Premio de la Comunidad Forrest Griffin (2020)
- MMAJunkie.com
  - Pelea del Mes de abril de 2014 vs. Akira Corassani[149]
  - Pelea del Mes de junio de 2020 vs. Dan Hooker[150]
  - Pelea del Mes de enero de 2021 vs. Conor McGregor[151]
  - Peel del Mes de noviembre de 2022 vs. Michael Chandler[152]
  - Pelea del Año 2018 vs. Justin Gaethje[153]
- MMAWeekly.com
  - Pelea del Año 2018 vs. Justin Gaethje[154]
- MMA Fighting
  - Pelea del Año 2018 vs. Justin Gaethje[155]
- Wrestling Observer Newsletter
  - Pelea del Año 2012 vs. Jung Chan-Sung 15 de mayo[156]
  - Pelea del Año 2018 vs. Justin Gaethje 14 de abril[157]

## Récord en artes marciales mixtas
| Récord profesional | Récord profesional | Récord profesional |
| 40 peleas          | 30 victorias       | 10 derrotas        |
| ------------------ | ------------------ | ------------------ |
| Nocaut             | 15                 | 3                  |
| Sumisión           | 8                  | 4                  |
| Decisión           | 7                  | 3                  |
| Sin resultado      | 1                  | 1                  |

| Resultado     | Récord    | Oponente              | Método                             | Evento                                    | Fecha                    | Asalto | Tiempo | Localización            | Notas                                                                      |
| ------------- | --------- | --------------------- | ---------------------------------- | ----------------------------------------- | ------------------------ | ------ | ------ | ----------------------- | -------------------------------------------------------------------------- |
| Derrota       | 30–10 (1) | Max Holloway          | Decisión (unánime)                 | UFC 318                                   | 19 de julio de 2025      | 5      | 5:00   | Nueva Orleans, Luisiana | Por el Campeonato BMF de UFC. Pelea de retiro.                             |
| Derrota       | 30–9 (1)  | Islam Makhachev       | Sumisión (D’Arce choke)            | UFC 302                                   | 1 de junio de 2024       | 5      | 2:42   | Newark, Nueva Jersey    | Por el Campeonato de Peso Ligero de UFC. Pelea de la Noche.                |
| Victoria      | 30–8 (1)  | Benoît Saint Denis    | KO (golpes)                        | UFC 299                                   | 9 de marzo de 2024       | 2      | 2:32   | Miami, Florida          | Pelea de la Noche.                                                         |
| Derrota       | 29–8 (1)  | Justin Gaethje        | KO (patada a la cabeza)            | UFC 291                                   | 29 de julio de 2023      | 2      | 1:00   | Salt Lake City, Utah    | Por el Campeonato BMF Vacante.                                             |
| Victoria      | 29–7 (1)  | Michael Chandler      | Sumisión (rear-naked choke)        | UFC 281                                   | 12 de noviembre de 2022  | 3      | 2:00   | Nueva York, Nueva York  | Pelea de la Noche.                                                         |
| Derrota       | 28–7 (1)  | Charles Oliveira      | Sumisión (rear-naked choke)        | UFC 269                                   | 11 de diciembre de 2021  | 3      | 1:02   | Las Vegas, Nevada       | Por el Campeonato de Peso Ligero de UFC.                                   |
| Victoria      | 28–6 (1)  | Conor McGregor        | TKO (parada médica)                | UFC 264                                   | 10 de julio de 2021      | 1      | 5:00   | Las Vegas, Nevada       |                                                                            |
| Victoria      | 27–6 (1)  | Conor McGregor        | TKO (golpes)                       | UFC 257                                   | 23 de enero de 2021      | 2      | 2:32   | Abu Dabi                | Actuación de la Noche.                                                     |
| Victoria      | 26–6 (1)  | Dan Hooker            | Decisión (unánime)                 | UFC on ESPN: Poirier vs. Hooker           | 27 de junio de 2020      | 5      | 5:00   | Las Vegas, Nevada       | Pelea de la Noche.                                                         |
| Derrota       | 25–6 (1)  | Khabib Nurmagomedov   | Sumisión (rear-naked choke)        | UFC 242                                   | 7 de septiembre de 2019  | 3      | 2:06   | Abu Dhabi               | Por el Campeonato de Peso Ligero de UFC.                                   |
| Victoria      | 25–5 (1)  | Max Holloway          | Decisión (unánime)                 | UFC 236                                   | 13 de abril de 2019      | 5      | 5:00   | Atlanta, Georgia        | Ganó el Campeonato Interino de Peso Ligero de UFC. Pelea de la Noche.      |
| Victoria      | 24–5 (1)  | Eddie Alvarez         | TKO (golpes y codazos)             | UFC on Fox: Alvarez vs. Poirier 2         | 28 de julio de 2018      | 2      | 4:05   | Calgary, Alberta        | Actuación de la Noche.                                                     |
| Victoria      | 23–5 (1)  | Justin Gaethje        | TKO (golpes)                       | UFC on Fox: Poirier vs. Gaethje           | 14 de abril de 2018      | 4      | 0:33   | Glendale, Arizona       | Pelea de la Noche.                                                         |
| Victoria      | 22–5 (1)  | Anthony Pettis        | Sumisión(body triangle)            | UFC Fight Night: Poirier vs. Pettis       | 11 de noviembre de 2017  | 3      | 2:08   | Norfolk, Virginia       | Pelea de la Noche.                                                         |
| Sin resultado | 21–5 (1)  | Eddie Alvarez         | NC (rodillazos ilegales)           | UFC 211                                   | 13 de mayo de 2017       | 2      | 4:12   | Dallas, Texas           | Alvarez le aplicó dos rodillazos ilegales cuando Poirier estaba derribado. |
| Victoria      | 21–5      | Jim Miller            | Decisión (mayoritaria)             | UFC 208                                   | 11 de febrero de 2017    | 3      | 5:00   | Brooklyn, Nueva York    | Pelea de la Noche.                                                         |
| Derrota       | 20–5      | Michael Johnson       | KO (golpes)                        | UFC Fight Night: Poirier vs. Johnson      | 17 de septiembre de 2016 | 1      | 1:35   | Hidalgo, Texas          |                                                                            |
| Victoria      | 20–4      | Bobby Green           | KO (golpes)                        | UFC 199                                   | 4 de junio de 2016       | 1      | 2:53   | Inglewood, California   |                                                                            |
| Victoria      | 19–4      | Joe Duffy             | Decisión (unánime)                 | UFC 195                                   | 2 de enero de 2016       | 3      | 5:00   | Las Vegas, Nevada       |                                                                            |
| Victoria      | 18–4      | Yancy Medeiros        | TKO (patada al cuerpo y golpes)    | UFC Fight Night: Boetsch vs. Henderson    | 6 de junio de 2015       | 1      | 2:35   | Nueva Orleans, Luisiana | Actuación de la Noche.                                                     |
| Victoria      | 17–4      | Carlos Diego Ferreira | KO (golpes)                        | UFC Fight Night: Mendes vs. Lamas         | 4 de abril de 2015       | 1      | 3:45   | Fairfax, Virginia       | Retorno a peso ligero. Actuación de la Noche.                              |
| Derrota       | 16–4      | Conor McGregor        | TKO (golpes)                       | UFC 178                                   | 27 de septiembre de 2014 | 1      | 1:46   | Las Vegas, Nevada       |                                                                            |
| Victoria      | 16–3      | Akira Corassani       | TKO (golpes)                       | UFC Fight Night: Bisping vs. Kennedy      | 16 de abril de 2014      | 2      | 0:42   | Quebec City             | Pelea de la Noche.                                                         |
| Victoria      | 15–3      | Diego Brandão         | KO (golpes)                        | UFC 168                                   | 28 de diciembre de 2013  | 1      | 4:54   | Las Vegas, Nevada       |                                                                            |
| Victoria      | 14–3      | Erik Koch             | Decisión (unánime)                 | UFC 164                                   | 31 de agosto de 2013     | 3      | 5:00   | Milwaukee, Wisconsin    |                                                                            |
| Derrota       | 13–3      | Cub Swanson           | Decisión (unánime)                 | UFC on Fuel TV: Barão vs. McDonald        | 16 de febrero de 2013    | 3      | 5:00   | Londres                 |                                                                            |
| Victoria      | 13–2      | Jonathan Brookins     | Sumisión (D'Arce choke)            | The Ultimate Fighter 16 Finale            | 15 de diciembre de 2012  | 1      | 4:15   | Las Vegas, Nevada       |                                                                            |
| Derrota       | 12–2      | Chan-sung Jung        | Sumisión (D'Arce choke)            | UFC on Fuel TV: Korean Zombie vs. Poirier | 15 de mayo de 2012       | 4      | 1:07   | Fairfax, Virginia       | Pelea de la Noche. Pelea del Año (2012).                                   |
| Victoria      | 12–1      | Max Holloway          | Sumisión (triangle armbar montado) | UFC 143                                   | 4 de febrero de 2012     | 1      | 3:23   | Las Vegas, Nevada       | Sumisión de la Noche.                                                      |
| Victoria      | 11–1      | Pablo Garza           | Sumisión (D'Arce choke)            | UFC on Fox: Velasquez vs. dos Santos      | 12 de noviembre de 2011  | 2      | 1:32   | Anaheim, California     |                                                                            |
| Victoria      | 10–1      | Jason Young           | Decisión (unánime)                 | UFC 131                                   | 11 de junio de 2011      | 3      | 5:00   | Vancouver               |                                                                            |
| Victoria      | 9–1       | Josh Grispi           | Decisión (unánime)                 | UFC 125                                   | 1 de enero de 2011       | 3      | 5:00   | Las Vegas, Nevada       | Debut en peso pluma.                                                       |
| Victoria      | 8–1       | Zach Micklewright     | TKO (golpes)                       | WEC 52                                    | 11 de noviembre de 2010  | 1      | 0:53   | Las Vegas, Nevada       |                                                                            |
| Derrota       | 7–1       | Danny Castillo        | Decisión (unánime)                 | WEC 50                                    | 18 de agosto de 2010     | 3      | 5:00   | Las Vegas, Nevada       |                                                                            |
| Victoria      | 7–0       | Derek Gauthier        | KO (golpe)                         | Ringside MMA                              | 18 de junio de 2010      | 1      | 0:57   | Montreal                |                                                                            |
| Victoria      | 6–0       | Derek Krantz          | Sumisión (armbar)                  | USA MMA: Night of Champions 2             | 6 de marzo de 2010       | 2      | 3:35   | Lafayette, Louisiana    |                                                                            |
| Victoria      | 5–0       | Ronny Lis             | Sumisión (armbar)                  | USA MMA: Border War 2                     | 13 de noviembre de 2009  | 1      | 0:51   | Lake Charles, Luisiana  |                                                                            |
| Victoria      | 4–0       | Daniel Watts          | KO (golpes)                        | BFC                                       | 31 de octubre de 2009    | 1      | 1:26   | Greenville, Misisipi    |                                                                            |
| Victoria      | 3–0       | Joe Torrez            | TKO (golpes)                       | USA MMA 8: Natural Disaster 3             | 1 de agosto de 2009      | 1      | 2:37   | Nueva Iberia, Louisiana |                                                                            |
| Victoria      | 2–0       | Nate Jolly            | Sumisión (armbar)                  | CFC                                       | 26 de junio de 2009      | 2      | 3:54   | Nueva Iberia, Luisiana  |                                                                            |
| Victoria      | 1–0       | Aaron Suárez          | KO (golpes)                        | USA MMA 7: River City Rampage             | 16 de mayo de 2009       | 1      | 1:19   | Shreveport, Luisiana    |                                                                            |

## Peleas en Pay-per-view
| Evento         | Pelea                  | Fecha                   | Recinto               | Ciudad                               | Compras de PPV       |
| -------------- | ---------------------- | ----------------------- | --------------------- | ------------------------------------ | -------------------- |
| UFC 236        | Holloway vs. Poirier 2 | 13 de abril de 2019     | State Farm Arena      | Atlanta, Georgia, Estados Unidos     | 100.000              |
| UFC 242        | Khabib vs. Poirier     | 7 de septiembre de 2019 | The Arena, Yas Island | Abu Dhabi, Emiratos Árabes Unidos    | 1.000.000 (estimado) |
| UFC 257        | Poirier vs. McGregor 2 | 24 de enero de 2021     | Etihad Arena          | Abu Dhabi, Emiratos Árabes Unidos    | 1.600.000            |
| UFC 264        | Poirier vs. McGregor 3 | 10 de julio de 2021     | T-Mobile Arena        | Las Vegas, Nevada, Estados Unidos    | 1.800.000            |
| UFC 269        | Oliveira vs. Poirier   | 12 de diciembre de 2021 | T-Mobile Arena        | Las Vegas, Nevada, Estados Unidos    | 500.000              |
| UFC 291        | Poirier vs. Gaethje 2  | 29 de julio de 2023     | Delta Center          | Salt Lake City, Utah, Estados Unidos | No revelado          |
| UFC 302        | Makhachev vs. Poirier  | 1 de junio de 2024      | Prudential Center     | Newark, Nueva Jersey, Estados Unidos | No Revelado          |
| Ventas totales | Ventas totales         | Ventas totales          | Ventas totales        | Ventas totales                       | 5.000.000            |